# Nux Vomica
Nux Vomica è il secondo album dei The Veils, uscito nel 2006.

## Tracce
1. Not Yet
2. Calliope!
3. Advice for Young Mothers to Be
4. Jesus for the Jugular
5. Pan
6. A Birthday Present
7. Under the Folding Branches
8. Nux Vomica
9. One Night on Earth
10. House Where We All Live